# 穆蘭泰
穆蘭泰（1822年—?），字芷衫，号雲罕，费莫氏，满洲镶黄旗人。咸丰壬子科举人，癸丑科进士。后任刑部主事坐办秋審处，因受贿被革职。